# Harald Jentzen
Karl Harald Jentzen, född 17 september 1902 i Västra Husby församling i Östergötlands län, död 8 oktober 1984 i Oscars församling i Stockholm, var en svensk militär.

## Biografi
Jentzen avlade studentexamen vid Norrköpings högre allmänna läroverk 1919. Han avlade officersexamen vid Krigsskolan 1922 och utnämndes samma år till fänrik vid Smålands artilleriregemente, där han befordrades till löjtnant 1926. Han gick Allmänna artillerikursen vid Artilleri- och ingenjörhögskolan 1924–1926 och Högre artillerikursen där 1926–1928, varefter han var repetitör vid skolan 1928–1930. Han överfördes till Bodens artilleriregemente 1928 och var läraradjutant vid Artilleriets skjutskola 1931–1932 samt tjänstgjorde i Konstruktionsavdelningen i Artilleridepartementet i Arméförvaltningen 1932–1933 och vid Artilleristaben från 1933. Han befordrades till kapten 1935, till major i Fälttygkåren 1941 och till överstelöjtnant 1944. Han var sakkunnig i 1941 års försvarsutredning. År 1949 befordrades han till överste, varefter han var chef för vapenbyråerna i Tygavdelningen i Arméförvaltningen 1949–1954. Åren 1954–1964 var han chef för Vapenavdelningen i Armétygförvaltningen, varpå han inträdde som generalmajor i reserven 1964. Jentzen var konsult åt Försvarets Fabriksverk 1964–1974.
Jentzen uppfann och konstruerade ett flertal vapentekniska konstruktioner, bland annat (tillsammans med ingenjör Hugo Abramson) rekylfria vapen.
Harald Jentzen invaldes som ledamot av Kungliga Krigsvetenskapsakademien 1946 och var akademiens sekreterare 1962–1971.
Harald Jentzen var son till godsägaren Herman Jentzen och friherrinnan Louise Bennet. Han gifte sig 1929 med Karen Gottlieb och 1943 med Sigrid Jungstedt. Han är begravd på Norra begravningsplatsen utanför Stockholm.

## Utmärkelser
- Riddare av Svärdsorden, 1942.[10]
- Riddare av Vasaorden, 1943.[11]
- Kommendör av första klass av Svärdsorden, 1957.[12]